# Hemiphryxus malindiae
Hemiphryxus malindiae är en kräftdjursart som först beskrevs av Bruce 1974.  Hemiphryxus malindiae ingår i släktet Hemiphryxus och familjen Bopyridae.
Artens utbredningsområde är havet utanför Kenya. Inga underarter finns listade i Catalogue of Life.